# Mammillaria sartorii
Mammillaria sartorii ist eine Pflanzenart aus der Gattung Mammillaria in der Familie der Kakteengewächse (Cactaceae).

## Beschreibung
Mammillaria sartorii wächst Gruppen bildend. Die dunkel glauk-grünen Triebe sind kugelig oder auch etwas verlängert mit flachem Scheitel. Sie sind bis zu 10 Zentimeter hoch und 8 bis 12 Zentimeter im Durchmesser groß. Die eng stehenden Warzen sind pyramidal geformt oder von der Basis her auch vierkantig. Sie führen reichlich Milchsaft. Die Axillen sind mit dichter weißer bis gelber Wolle und einigen oder auch zahlreichen Borsten besetzt. Die 2 bis 10 Mitteldornen sind sehr variabel. Einige zentrale Mitteldornen sind bräunlich weiß mit dunkelbrauner Spitze und 1 bis 8 Millimeter lang. Bis zu 12 Randdornen oder manchmal auch fehlend, sind weiß und borstenartig mit einer Länge von 1 bis 2 Millimeter.
Die hellkarminroten Blüten haben einen dunkleren Mittelstreifen. Sie messen bis zu 2 Zentimeter in Länge und Durchmesser. Die roten Früchte sind bis zu 1,5 Zentimeter lang. Sie enthalten sehr kleine braune Samen.

## Verbreitung, Systematik und Gefährdung
Mammillaria sartorii ist im mexikanischen Bundesstaat Veracruz verbreitet.
Die Erstbeschreibung erfolgte 1911 durch Joseph Anton Purpus. Ein nomenklatorisches Synonym ist Neomammillaria sartorii (J.A.Purpus) Britton & Rose (1923).
In der Roten Liste gefährdeter Arten der IUCN wird die Art als „Least Concern (LC)“, d. h. als nicht gefährdet geführt.

## Nachweise